# Anolis maynardi
Espèce
Anolis maynardi est une espèce de sauriens de la famille des Dactyloidae.

## Répartition
Cette espèce est endémique des îles Caïmans.

## Étymologie
Cette espèce est nommée en l'honneur de Charles Johnson Maynard.

## Publication originale
- Garman, 1888 : Reptiles and batrachians from the Caymans and from the Bahamas Collected by Prof. C. J. Maynard for the Museum of Comparative Zoology at Cambridge. Massachusetts Bulletin of the Essex Institute, vol. 20, p. 101-113 (texte intégral).